# Harvey Putnam
Harvey Putnam (* 5. Januar 1793 in Brattleboro, Vermont; † 20. September 1855 in Attica, New York) war ein US-amerikanischer Politiker. Zwischen 1838 und 1851 vertrat er zweimal den Bundesstaat New York im US-Repräsentantenhaus.

## Werdegang
Harvey Putnam besuchte die öffentlichen Schulen seiner Heimat. Nach einem anschließenden Jurastudium und seiner 1816 erfolgten Zulassung als Rechtsanwalt begann er in Attica in diesem Beruf zu arbeiten. In dieser Stadt bekleidete er auch einige lokale Ämter. Politisch schloss er sich in den 1830er Jahren der Whig Party an. Nach dem Tod des Abgeordneten William Patterson wurde Putnam bei der fälligen Nachwahl für den 29. Sitz von New York als dessen Nachfolger in das US-Repräsentantenhaus in Washington, D.C. gewählt, wo er am 7. November 1838 sein neues Mandat antrat. Bis zum 3. März 1839 konnte er die laufende Legislaturperiode im Kongress beenden.
Zwischen 1840 und 1842 war Putnam zunächst Bezirksrat im Genesee County und dann nach der Teilung dieses Bezirks im Wyoming County. Zwischen 1843 und 1846 saß er im Senat von New York. Bei den Kongresswahlen des Jahres 1846 wurde er im 33. Kongresswahlbezirk New Yorks erneut in das US-Repräsentantenhaus gewählt, wo er am 4. März 1847 die Nachfolge von Albert Smith antrat. Nach einer Wiederwahl konnte er bis zum 3. März 1851 zwei volle Legislaturperioden im Kongress verbringen. Diese Zeit war anfangs noch von den Ereignissen des Mexikanisch-Amerikanischen Krieges geprägt. Die Zeit nach dem Krieg war von den Diskussionen um die Frage der Sklaverei bestimmt. Unter anderem wurde der von US-Senator Henry Clay eingebrachte Kompromiss von 1850 verabschiedet.
Im Jahr 1850 verzichtete Harvey Putnam auf eine weitere Kongresskandidatur. Nach dem Ende seiner Zeit im US-Repräsentantenhaus praktizierte er wieder als Anwalt. Er starb am 20. September 1855 in Attica, wo er auch beigesetzt wurde.